# كليفتون فيرث
كليفتون فيرث (بالإنجليزية: Clifton Firth)‏ هو مصور نيوزيلندي، ولد في 1904، وتوفي في 1980.